# Hockey su pista ai III World Skate Games
Le competizioni di hockey su pista ai III World Skate Games si sono svolte dall'1 al 13 novembre 2022 a San Juan, in Argentina. 

## Podi

### Uomini
| Evento          | Oro       | Argento    | Bronzo    |
| Torneo Senior   | Argentina | Portogallo | Francia   |
| Torneo Under 20 | Argentina | Italia     | Australia |

### Donne
| Evento        | Oro       | Argento | Bronzo     |
| Torneo Senior | Argentina | Spagna  | Portogallo |